# Mangifera lalijiwa
Mangifera lalijiwa là một loài thực vật thuộc họ Anacardiaceae. Đây là loài đặc hữu của Indonesia. Chúng hiện đang bị đe dọa vì mất môi trường sống.